# Moisés Carmona
Moisés Carmona Rivera (Acapulco, 31 de octubre de 1912–1 de noviembre de 1991) fue un obispo sedevacantista mexicano. Fue uno de los obispos consagrados por el sedevacantista vietnamita Ngô Đình Thục.

## Biografía

### Sacerdocio
En noviembre de 1939, Carmona fue ordenado sacerdote por el obispo Leopoldo Díaz y Escudero de la diócesis de Chilapa. Más tarde Carmona se convirtió en profesor del seminario.

### Sedevacantismo
En la década de 1970, tras la inconformidad del Concilio Vaticano II, formó junto con el Joaquín Sáenz y Arriaga y el Adolfo Zamora la Unión Católica Trento. 

### Episcopado
El 17 de octubre de 1981, Carmona y Zamora fueron consagrados obisposen Tolón por el arzobispo vietamita disidente Pierre Martin Ngô Đình Thục.El contacto con el arzobispo fue por medio de los sedevacantistas alemanes Eberhard Heller y Kurt Hiller.
Carmona por su parte consagró cuatro obispos: los mexicanos Benigno Bravo y Roberto Martínez y Gutiérrez; y los estadounidenses George Musey y Mark Pivarunas, CMRI.

### Muerte, entierros y secuelas
En 1996, el cuerpo de Carmona fue exhumado y trasladado por Martín Dávila Gandara de la SST a una cripta en una capilla inferior debajo de la Iglesia de la Divina Providencia. Sus seguidores afirman que durante el traslado, el cuerpo de Carmona no mostró signos de descomposición, y que las fotografías tomadas de él cuando su cuerpo fue puesto en la cripta lucían iguales en el momento de su funeral.

## Linaje episcopal
- José VI Manuel II Tomás, patriarca caldeo
- François David, obispo caldeo de Amadiyah
- Antonin Drapier, nuncio apostólico de Indochina
- Pierre Martin Ngô Đình Thục, arzobispo de Huế
- Moisés Carmona